# ジュベク州
ジュベク州(ジュベクしゅう、英語：Jubek State)は、南スーダン南部のエクアトリア地方中部にかつて存在した州。2015年成立、2020年廃止。
2014年の人口は49万2970人。
州都ジュバは、南スーダンの首都且つ最大都市である。

## 隣接州
- 北：テレケカ州
- 東：イマトン州
- 南：イェイ川州
- 西：アマディ州[4]

## 行政区画
以下の7郡から成る。
- ウンドルバ郡
- オポニ郡
- ニャーケニ郡
- マンガラ郡
- ラジャフ郡
- ロコン郡
- ロボノク郡

## 主要都市
- ジュバ(州都・首都)
- ゴンドコロ（英語版）
- ラド
- モンガラ（英語版）
- ラジャフ（英語版）
- ロコン（英語版）[5]